# 豚顔の女性

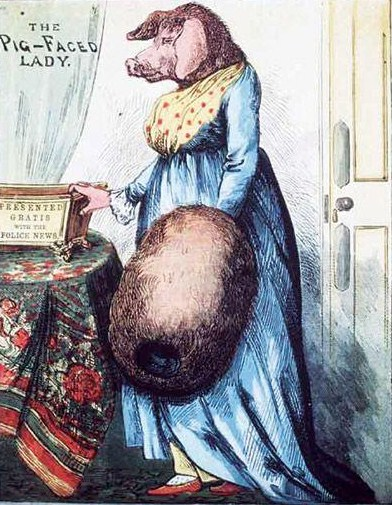
The Illustrated Police Newsから1882年製版の豚顔の女性

豚顔の女性（ぶたがおのじょせい）は、1630年代後期にオランダ・イングランド・フランスで同時多発的に似たような話が登場し、後にアイルランドでも話題になった作品である。
最も初期の物語では、女性の豚のような外見は魔法の結果で、彼女の結婚式後に、豚顔の女性の新夫に、彼には美しく見えるが他の人に豚の見えるようになるか、または彼に豚のように見え他人には美しく見えるようにする選択が与えられた。夫は、それは彼女が選択すべきだと言ったとたん魔法は解かれ元の姿に戻るという話である。
後世になると物語から魔法の要素が徐々に無くなり、豚顔の女性を現実に存在する様に信じられるようになった。

## 標準的なストーリーライン
多少の違いはあるが基本的な物語は共通している。
裕福な家庭に生まれた妊娠した女性に、子供を伴った乞食が物乞いに来て、拒絶したうえで子供を豚と比較する。憤慨した乞食は呪いをかけて、女性を豚顔に変えてしまう。女性はぶーぶーとしかしゃべれなくなり、銀の飼い葉桶から食事をし、子供は健康だが豚のような行動をとる。女性の両親は亡くなった後の親子の境遇と相続に悩む。

## 歴史
17世紀以前には、動物の特徴を持った人の物語は存在するが、ヨーロッパにおいて豚の特徴を持った人間の話は見当たらない。豚顔の女性の物語の初期版は、イングランド、オランダ、フランスでほぼ同時に登場し、1639年後半にはイングランドで普及した。